# (305) Gordonia
(305) Gordonia ist ein Asteroid des äußeren Hauptgürtels, der am 16. Februar 1891 vom französischen Astronomen Auguste Charlois am Observatoire de Nice entdeckt wurde.
Der Asteroid ist vermutlich benannt zu Ehren von James Gordon Bennett Jr. (1841–1918), dem Herausgeber des von seinem Vater gegründeten New York Herald. Er hatte Henry Morton Stanley nach Afrika gesandt, um David Livingstone zu finden und unterstützte das Observatorium von Camille Flammarion in Juvisy-sur-Orge finanziell, von dem er 1890 in der Zeitschrift L’Astronomie gelobt wurde.

## Wissenschaftliche Auswertung
Aus Ergebnissen der IRAS Minor Planet Survey (IMPS) wurden 1992 Angaben zu Durchmesser und Albedo für zahlreiche Asteroiden abgeleitet, darunter auch (305) Gordonia, für die damals Werte von 49,2 km bzw. 0,23 erhalten wurden. Eine Auswertung von Beobachtungen durch das Projekt NEOWISE im nahen Infrarot führte 2011 zu vorläufigen Werten für den Durchmesser und die Albedo im sichtbaren Bereich von 54,9 km bzw. 0,18. Nachdem die Werte nach neuen Messungen mit NEOWISE 2012 auf 43,2 km bzw. 0,29 geändert worden waren, wurden sie 2014 auf 47,7 km bzw. 0,24 korrigiert.
Photometrische Messungen des Asteroiden fanden erstmals statt vom 5. bis 10. März 2000 am Highland Road Park Observatory in Louisiana. Die in der ersten Nacht aufgezeichneten Daten wiesen bereits auf eine Rotationsperiode von mehr als 12 Stunden hin. Dennoch konnte in den folgenden Tagen nur eine sehr lückenhafte Lichtkurve registriert werden, deren Auswertung zu einer möglichen Periode von 16,2 h führte. Bei neuen Beobachtungen vom 5. Februar bis 17. März 2005 am Menke Observatory in Maryland konnte jedoch während sechs Nächten eine detaillierte Lichtkurve aufgezeichnet werden, aus der eine Rotationsperiode von 12,89 h bestimmt wurde.
Aus einer Zusammenarbeit des Observatori Astronòmic del Montsec (OAdM) in Katalonien, des Observatorium auf dem Pic du Midi in Frankreich und des Winer Observatory in Arizona im Zeitraum vom 8. August bis 25. November 2014 wurden umfangreiche Daten erhalten, aus denen für (305) Gordonia eine Rotationsperiode von 12,893 h bestimmt wurde.
Mit einer Auswertung photometrischer Daten des Lowell-Observatoriums und des Gaia DR2-Katalogs wurden im Jahr 2019 für ein ellipsoidisches Modell des Asteroiden zwei alternative Positionen der Rotationsachse mit retrograder Rotation und eine Periode von 12,89357 h abgeleitet.
Aus den Beobachtungsdaten vom August bis November 2014 in Verbindung mit weiteren Daten der Raumsonde Gaia vom August 2014 bis Februar 2015 konnte in einer Untersuchung von 2022 für (305) Gordonia eine Rotationsperiode von 12,8929 h bestimmt werden. Aus archivierten Daten des Asteroid Terrestrial-impact Last Alert System (ATLAS) aus dem Zeitraum 2015 bis 2018 konnte in einer Untersuchung von 2022 mit der Methode der konvexen Inversion eine Rotationsperiode von 12,8936 h bestimmt werden.